# Borassus madagascariensis
Borassus madagascariensis là loài thực vật có hoa thuộc họ Arecaceae. Loài này được (Jum. & H.Perrier) Bojer ex Jum. & H.Perrier mô tả khoa học đầu tiên năm 1913.